# روجر قواتيريز
روجر قواتيريز (30 مارس 1986 في ساو ليوبولدو في البرازيل – )؛ هو لاعب كرة قدم كان يلعب كلاعب وسط.

## وصلات خارجية
- روجر قواتيريز على موقع رابطة كرة القدم اليابانية للمحترفين (اليابانية)
- روجر قواتيريز على موقع قاعدة بيانات كرة القدم.إي يو (الإنجليزية)
- روجر قواتيريز على موقع Soccerway.com (الإنجليزية)
- روجر قواتيريز على موقع عالم كرة القدم.نت (الإنجليزية)